# اچ‌ام‌سی‌اس کیپ اسکات (ای‌آرای ۱۰۱)
اچ‌ام‌سی‌اس کیپ اسکات (ای‌آرای ۱۰۱) (به انگلیسی: HMCS Cape Scott (ARE 101)) یک کشتی بود که طول آن ۱۳۴٫۷ متر (۴۴۱ فوت ۱۱ اینچ) بود. این کشتی در سال ۱۹۴۴ ساخته شد.